# メアリー・ブラック
メアリー・ブラック（Mary Black、1955年5月22日 - ）は、アイルランド・ダブリン出身の歌手。

## 経歴
ブラックは音楽一家に生まれる。彼女の父親はヴァイオリン奏者であり、母親は歌手であった。兄弟はバンド、ブラック・ブラザーズ (The Black Brothers) を結成していた。彼女は若い頃、一家のバンド、ブラック・ファミリー (The Black Family) で歌い、母親のパティは息子たちによる1996年のアルバム『What A Time』の中で歌っている。
彼女の妹であるフランシス・ブラックも名の通った歌手である。

## ディスコグラフィ

### スタジオ・アルバム
- 『メアリー・ブラック』 - Mary Black (1982年)
- 『コレクティッド』 - Collected (1984年)
- 『ウィズアウト・ザ・ファンファーレ』 - Without the Fanfare (1985年)
- 『暗くなる前に』 - By the Time It Gets Dark (1987年)
- 『ノー・フロンティアーズ』 - No Frontiers (1989年)
- 『ベイブス・イン・ザ・ウッド～森の少女』 - Babes in the Wood (1991年)
- 『ザ・ホーリー・グラウンド～聖なる大地』 - The Holy Ground (1993年)
- 『サーカス～時の交差点』 - Circus (1995年)
- 『シャイン』 - Shine (1997年)
- 『スピーキング・ウィズ・ジ・エンジェル』 - Speaking with the Angel (1999年)
- 『フル・タイド』 - Full Tide (2005年)
- Stories from the Steeples (2011年)

### コンピレーション・アルバム
- The Best of Mary Black (1990年)
- 『コレクション』 - The Collection (1992年)
- 『メアリー・ブラック・ベスト・ソングス』 - Best Songs (1992年) ※日本限定
- Looking Back (1995年)
- 『ワンダー・チャイルド～スペシャル・エディション』 - Wonder Child ~Special Edition~ (1996年) ※日本限定
- Song for Ireland (1998年) ※アメリカ限定
- 『ベスト・オブ・メアリー・ブラック 1991-2001』 - The Best of Mary Black 1991-2001 & Hidden Harvest (2001年)
- Twenty Five Years, Twenty Five Songs (2008年) ※新曲・再録曲集
- Down The Crooked Road – The Soundtrack (2014年) ※メアリーの同名の自伝に付随するサウンドトラック
- 『ザ・ベリー・ベスト・オブ・メアリー・ブラック』 - The Very Best Of Mary Black (2014年) ※日本限定
- Mary Black Sings Jimmy MacCarthy (2017年) ※新録音および以前に録音されたジミー・マッカーシーの曲を収録
- Mary Black Orchestrated (2019年)